# Солдатская медаль (США)
Солдатская медаль армии США (англ. Soldier’s Medal) — военная награда армии США.
Учреждена Актом Конгресса, утверждённым 2 июля 1926 года.
Награждения производятся начиная с 2 июля 1926 года.
Автор дизайна и скульптор — Гаэтано Чечере (Gaetano Cecere).
Медаль предназначена для награждения военнослужащих любого воинского звания, совершивших героический поступок в небоевой обстановке.
Медаль представляет собой восьмиугольник 1 3/8 дюйма с изображением орла с поднятыми крыльями, сидящего на ликторских фасциях. По обеим сторонам от орла размещаются две группы звёзд в количестве шести и семи штук. Над левой группой из шести звёзд изображена тонкая лавровая ветвь.
На реверсе медали изображен щит, обрамлённый двумя густыми лавровыми и дубовыми ветвями, на который наложены буквы US. В центре литеры «US». По верху восьмигранника надпись «SOLDIER`S MEDAL» и ниже «FOR VALOR» В нижней части реверса место для гравировки имени награждённого.